# Limenitis lombokiana
Limenitis lombokiana är en fjärilsart som beskrevs av Hans Fruhstorfer 1913. Limenitis lombokiana ingår i släktet Limenitis och familjen praktfjärilar. Inga underarter finns listade i Catalogue of Life.